# Енн Друян
Енн Друян (англ. Ann Druyan) — американська сценаристка і продюсерка, журналістка та письменниця-фантастка, яка спеціалізується на космології та популяризації науки. У 1980 році разом з Карлом Саганом стала співавторкою документального серіалу «Космос: персональна подорож». Співпродюсерка та співавторка продовження серіалу «Космос: подорож у просторі та часі» та «Космос: можливі світи».

## Біографія
Народилася в Квінзі (Нью-Йорк) у єврейській родині. В інтерв'ю газеті «Вашингтон пост» повідомляла, що інтерес до науки у неї породило захоплення Карлом Марксом.
Разом із Карлом Саганом і Стівеном Сотером створила документальний серіал «Космос: персональна подорож», а пізніше брала участь у створенні фільму «Контакт». У співавторстві з Саганом написала книги «Комета», «Тіні забутих предків», а також частково «Світ, повний демонів. Наука, як свічка у пітьмі».
Відповідала за добірку музичних творів для золотих платівок, відправлених людством у космос на апаратах «Вояджер-1» і «Вояджер-2».
У 1981 році одружилася з Карлом Саганом. У цьому шлюбі має двох дітей.
Входила до складу директорів та з 2006 по 2010 рік очолювала Національну організацію за реформу законів про марихуану (NORML).